# Liste des monuments historiques d'Ostende
Cette page regroupe l'ensemble du patrimoine immobilier de la ville belge d'Ostende, divisé en deux sous-pages :
- Page 1
- Page 2